# High School (chanson de Nicki Minaj)
Pour les articles homonymes, voir High School.
Singles de Nicki Minaj
Tapout
(2013) Somebody Else
(2013)
High School est une chanson de la rappeuse et chanteuse américaine Nicki Minaj en featuring avec le rappeur Lil Wayne. Sorti le 16 avril 2013, le titre est le troisième single de la réédition du second album studio de Minaj, Pink Friday : Roman Reloaded − The Re-Up, paru en novembre 2012. 

## Clip vidéo
Le clip officiel de High School fait son début le 2 avril 2013 sur MTV. La version explicite de la vidéo est publiée le même jour sur Vevo. Réalisé par Benny Boom, le clip montre Minaj et Wayne ayant relation adultérine à l'insu du mari de Minaj, le tout dans un cadre luxueux. À la fin de la vidéo, les deux amants s'échappent en hélicoptère après avoir volé le mari. Le rappeur Birdman, cofondateur du label Cash Money Records, fait également une apparition.  

## Classements hebdomadaires
| Classement (2013)                       | Meilleure position |
| --------------------------------------- | ------------------ |
| Australie (ARIA)                        | 57                 |
| Belgique (Flandre Ultratop R&B/Hip-Hop) | 12                 |
| Belgique (Flandre Ultratop 50 Singles)  | 11                 |
| Belgique (Wallonie Ultratop 50 Singles) | 9                  |
| Canada (Hot 100)                        | 81                 |
| Écosse (OCC)                            | 34                 |
| France (SNEP)                           | 91                 |
| États-Unis (Hot 100)                    | 64                 |
| États-Unis (R&B/Hip-Hop Songs)          | 20                 |
| Irlande (IRMA)                          | 47                 |
| Pays-Bas (Single Top 100)               | 83                 |
| Royaume-Uni (UK Singles Chart)          | 31                 |
| Royaume-Uni (UK R&B Chart)              | 6                  |

## Certifications
| Pays       | Certification | Ventes  |
| ---------- | ------------- | ------- |
| États-Unis | Or            | 500 000 |